# Sho Is Funky Down Here
Sho Is Funky Down Here è il trentaseiesimo album in studio del cantante statunitense James Brown, pubblicato nel 1971.

## Tracce
1. Sho Is Funky Down Here – 8:36
2. Don't Mind – 3:31
3. Bob Scoward – 3:21
4. Just Enough Room for Storage – 5:58
5. You Mother You – 3:32
6. Can Mind – 4:52